# Lekker
Lekker est un hameau de Belgique, situé dans la commune de Welkenraedt en province de Liège (Région wallonne). 
Avant la fusion des communes de 1977, Lekker faisait partie de la commune de Henri-Chapelle.

## Situation et description
Lekker se situe à l'est du Pays de Herve dans un environnement de prairies entre le hameau de Hockelbach situé plus au sud et le village d'Henri-Chapelle se trouvant à environ 1 km au nord.  L'altitude avoisine les 310 m.

## Patrimoine
La petite chapelle Saint Roch a été construite en 1754. La façade en pierre calcaire est percée d'un oculus légèrement ovale. Le reste de l'édifice est bâti en brique sur haut soubassement en moellons de grès. La chapelle est reprise sur la liste du patrimoine immobilier classé de Welkenraedt.